# 駆込み女と駆出し男
『駆込み女と駆出し男』（かけこみおんなとかけだしおとこ）は、2015年5月16日に公開された日本映画。主演は大泉洋。
井上ひさしの小説『東慶寺花だより』を原案とした作品。江戸時代、幕府公認の縁切寺とされた神奈川県鎌倉市の東慶寺を舞台にしている。

## あらすじ
豪商のめかけ・お吟が突然、旦那・堀切屋のもとを離れ、縁切寺の東慶寺をめざす。家業を顧ない非道の夫との離縁を求め、自ら東慶寺をめざしていたじょごは、駕籠かきに襲われ怪我をしているお吟を助けて、東慶寺をめざす。
東慶寺の門が見えた時、お吟の追手と思われる男をじょごはぶちのめした。しかし、その男は東慶寺の御用宿の主人・柏屋源兵衛の甥の信次郎だった。信次郎は、江戸の倹約令に嫌気がさし、そこを逃れてきたのだった。無事、東慶寺に駆け込んだお吟とじょごは、寺に駆け込んだ女たちの人生と向かい合う。しかし、そこにも政治の手が伸びようとしていた。

## キャスト
- 中村信次郎 - 大泉洋
  - 清拙 - 麿赤兒　医者

- じょご - 戸田恵梨香　鉄練り
  - 重蔵 - 武田真治
  - 星月夜 - 藤沢かりん

- お吟 - 満島ひかり　堀切屋の妾
  - 堀切屋三郎衛門 - 堤真一
  - 為永春水 - でんでん
  - 闇九 - 蛍雪次郎
  - 女貸本屋 - 高畑淳子
  - 浮世絵の芸妓 - 澤村レイコ
  - 女義太夫1 - 稲田絵梨
  - 女義太夫2 - 今豹子

- 戸賀崎ゆう - 内山理名　武家・道場の娘
  - 田の中勘助 - 松岡哲永　道場破り

東慶寺
- 法秀尼 - 陽月華
  - 法光尼 - 大鳥れい
  - 法鈴尼 - 赤間麻里子
  - 法明尼 - 横川明代
  - 法豊尼 - もりのめぐみ
  - 法明尼 - 正英子
  - 法紋尼 - 井央倫

寺役人
- 石井与八 - 山崎一
- 監視人 - 大橋一三
- 寺役人 - 堀部圭亮

駆け込み女
- おゆき - 神野三鈴　想像妊娠 相模屋の娘
- 玉虫 - 宮本裕子　鳥居が送った密偵
- お種 - 松本若菜
- おみつ - 円地晶子　鯵売り
- おせん - 玄里　おみつの妹

幕府
- 鳥居耀蔵 - 北村有起哉
- 渓斎英泉 - 山路和弘
- 水野忠邦 - 中村育二

東慶寺の御用宿
- 三代目柏屋源兵衛 - 樹木希林
  - 利平 - 木場勝己
  - お勝 - キムラ緑子

その他
- 曲亭馬琴 - 山﨑努

じょごの父の知人
- - 松の湯の男 - 嵐芳三郎
  - 風の金兵衛 - 中村嘉葎雄

- 近江屋三八 - 橋本じゅん

浅草の人買い
- - 鼻山人 - 井之上隆志

- 山三 - 武石守正
- 小助丸 - 池原猛
- 今朝治 - 仲谷智邦
- 五助 - 中嶋宏太郎
- 猿門児 - 音尾琢真[3]
- 常さん - 松浦海之介

## スタッフ
- 監督・脚本：原田眞人
- 原案：井上ひさし『東慶寺花だより』
- 音楽：富貴晴美
- 撮影：柴主高秀
- 照明：牛場賢二
- 美術：原田哲男
- 編集：原田遊人
- VFXスーパーバイザー：オダイッセイ
- 音響効果：柴崎憲治
- 殺陣：菅原俊夫、中村健人
- 特殊メイク：中田彰輝
- 時代考証：大石学
- 配給：松竹
- 製作総指揮：大角正
- 企画：井上麻矢、石井美保子、田辺昌一
- プロデューサー：榎望、升本由喜子、住田節子
- 制作プロダクション：松竹撮影所
- 製作：「駆込み女と駆出し男」製作委員会（松竹、バンダイビジュアル、ポニーキャニオン、アスミック・エース、こまつ座、松竹ブロードキャスティング、博報堂、ワコー、朝日新聞社、ぴあ）

## 作品の評価

### 封切り
全国311スクリーンで公開され、2015年5月16日、17日の初日2日間で興収1億5,758万5,500円、動員12万8,235人になり、映画観客動員ランキング（興行通信社調べ）で初登場第3位となった。

### 受賞歴
- 第7回TAMA映画賞 [5]
  - 最優秀女優賞（樹木希林、『あん』『海街diary』と合わせて）
- 第28回日刊スポーツ映画大賞・石原裕次郎賞[6]
  - 監督賞（原田眞人、『日本のいちばん長い日』と合わせて）
- 第39回日本アカデミー賞[7]
  - 優秀主演男優賞（大泉洋）
  - 優秀助演女優賞（満島ひかり）
- 第70回毎日映画コンクール[8]
  - 脚本賞（原田眞人）
- 第58回ブルーリボン賞[9]
  - 主演男優賞（大泉洋）
- 第25回日本映画批評家大賞（2016年）
  - 助演女優賞（満島ひかり）[10]